# Salbieri
Salbieri (en georgiano: სალბიერი) o Salbiar (en osetio: Салбиар; en ruso: Салбиар) es un pueblo que pertenece a la parcialmente reconocida República de Osetia del Sur, parte del distrito de Leningor, aunque de iure pertenece al municipio de Ajalgori de la región de Mtsjeta-Mtianeti de Georgia.

## Geografía
Salbieri se encuentra en el valle del río Ksani, a 7 km de Ajalgori.  

## Historia
De 1922 a 1990 formó parte del Óblast autónomo de Osetia del Sur.
Durante la duración del conflicto georgiano-osetio hasta la victoria rusa en la guerra ruso-georgiana de 2008, con la que las de facto autoridades de Osetia del Sur establecieron el control sobre el valle de Ksani, Salbieri formaba parte del territorio controlado por el gobierno de Georgia. Después de agosto de 2008, el pueblo quedó bajo el control de las autoridades de la República de Osetia del Sur.

## Demografía
La evolución demográfica de Salbieri entre 1959 y 2015 fue la siguiente:
| 162                                                      | 17 | 12 |
| (Fuente: Population of South Ossetia since Soviet times) |    |    |

Según el censo soviético de 1959, la mayoría de la población local eran osetios. En el censo de 2002 realizado por las autoridades georgianas, que controlaban la parte oriental del municipio de Ajalgori, la composición étnica del pueblo es la siguiente:
|              | 2002      | 2002       |
| Grupo étnico | Población | Porcentaje |
| ------------ | --------- | ---------- |
| Georgianos   | 1         | 6%         |
| Osetios      | 16        | 94%        |
| Total        | 17        | 100%       |

## Personas importantes
- Vladímir Golóyev (1910-1975): escritor y periodista osetio.